# 约瑟夫·萨斯
约瑟夫·萨斯（羅馬尼亞語：Iosif Szasz；1932年5月16日—），是匈牙利族人，罗马尼亚共产党中央政治执行委员会候补委员、中央书记处书记、经济和社会活动工人监督中央委员会主席。罗马尼亚国民议会副主席。

## 生平
1932年，生于罗马尼亚克卢日县邦茨达乡邦茨达村。
1953年，加入罗马尼亚工人党。
1959年，在莫斯科苏联共青团中央团校学习，任罗马尼亚工人党布拉索夫州委员会宣传鼓动书记。
1965年，任罗马尼亚共产党布拉索夫州委员会组织部第一副部长。
1968年，任罗马尼亚共产党中央委员会指导员。
1971年，任罗马尼亚共产党中央组织部副部长。
1972年，为罗马尼亚共产党中央委员会候补委员。
1978年，任罗马尼亚共产党哈尔吉塔县委员会第一书记兼哈尔吉塔县人民委员会执行委员会主席。
1979年，为罗共中央委员、中央政治执行委员会候补委员。
1980年，在哈尔吉塔县米耶尔库雷亚丘克北部第1选区当选为罗马尼亚第八届大国民议会代表。3月，任罗马尼亚社会主义共和国大国民议会副主席。
1984年，为罗共中央政治执委会候补执委。
1985年，在哈尔吉塔县米耶尔库雷亚丘克北部第1选区当选为罗马尼亚第九届大国民议会代表。
1987年，任罗马尼亚共产党卡拉什-塞維林縣委员会第一书记兼卡拉什-塞维林县人民委员会执行委员会主席。
1989年，为罗马尼亚共产党中央委员会书记处书记。12月，罗马尼亚革命被逮捕。
1991年，被宣布无罪释放。
1992年，再次被捕入狱，被判处8年徒刑。
1994年，总统签署特赦令，获得赦免。